# Shepsi
Shepsi (del ruso: Шепси) es un seló del raión de Tuapsé del krai de Krasnodar, en el sur de Rusia. Está situado en las estribaciones del Cáucaso Occidental, en la desembocadura del río Shepsi en la orilla nororiental del mar Negro, 9 km al sureste de Tuapsé y 111 km al sur de Krasnodar, la capital del krai. Tenía 3 196 habitantes en 2010.
Es cabeza del municipio Shepsinskoye, al que pertenecen asimismo Vesná, Vólnoye, Guizel-Dere, Dederkoi, Dzeberkoi, Kroyanskoye y Yuzhni.

## Historia
Durante la Edad del Bronce Media hubo aquí un asentamiento de individuos de la cultura de los dólmenes del Cáucaso Occidental.
En un mapa militar de 1905 se aprecia la existencia de una hacienda de nombre Shepsi, junto a la que se construiría el asentamiento que dio lugar a la población. La hacienda pertenecía al teniente general F. T. Petrov (1834-1920), uno de los promotores del ferrocarril en Rusia. En los registros del 26 de abril de 1923 es registrada como parte del volost Veliaminovski del raión de Tuapsé del ókrug del Mar Negro del óblast de Kubán-Mar Negro.

## Economía y transporte
La principal actividad económica de la localidad es el turismo.
Cuenta desde 1951 con una estación (Shepsi) en la línea Tuapsé-Ádler del ferrocarril del Cáucaso Norte. La carretera federal M27 en su tramo entre Tuapsé y la frontera abjasa pasa por la localidad.